# 玉川病院
公益財団法人日産厚生会 玉川病院（こうえきざいだんほうじんにっさんこうせいかい たまがわびょういん）は、東京都世田谷区にある民間の病院である。運営は公益財団法人日産厚生会。医師の卒後臨床研修指定病院である。

## 沿革
- 1953年 - 開院

## 診療科
- 総合診療科
- 循環器内科
- 呼吸器内科
- 消化器内科
- 血液内科
- 腎臓内科
- 膠原病・リウマチ科
- 糖尿病・代謝内科
- 脳神経内科
- 漢方内科
- 消化器外科
- 大腸肛門外科
- 血管外科
- 胸部外科
- 乳腺外科
- 脳神経外科
- 整形外科
- 形成外科
- 腫瘍精神科
- 小児科
- 産婦人科
- 皮膚科
- 泌尿器科
- 眼科
- 耳鼻咽喉科
- リハビリテーション科
- 歯科
- 麻酔科
- 健診科
- 放射線科
- 病理診断科
- 救急科

診療支援部門
- 薬剤科
- 放射線科
- 臨床検査科
- 看護部
- 臨床工学科
- 栄養給食科

## 気胸研究センター
当病院の特色として、気胸への治療実績の多さがある。当病院には、気胸研究センターが設けられており、同院の発表によれば、1986年の開設から2018年年までの間に9000例を治療、毎年300例以上の気胸の内視鏡手術を行っている。

## 医療機関の指定等
- 保険医療機関
- 救急告示医療機関
- 休日・全夜間診療事業実施医療機関（内科系、外科系）
- 労災保険指定医療機関
- 指定自立支援医療機関（更生医療・育成医療）
- 身体障害者福祉法指定医の配置されている医療機関
- 生活保護法指定医療機関
- 原子爆弾被害者医療指定医療機関
- 原子爆弾被害者一般疾病医療取扱医療機関
- 公害医療機関
- 母体保護法指定医の配置されている医療機関
- 臨床研修指定病院
- DPC対象病院

## 交通アクセス
- 東急田園都市線・大井町線二子玉川駅より東急バス玉30系統で「玉川病院」下車。